# Юркюит
Юркюи́т (фр. Urcuit) — коммуна во Франции, находится в регионе Аквитания. Департамент — Атлантические Пиренеи. Входит в состав кантона Нив-Адур. Округ коммуны — Байонна.
Код INSEE коммуны — 64540.

## География

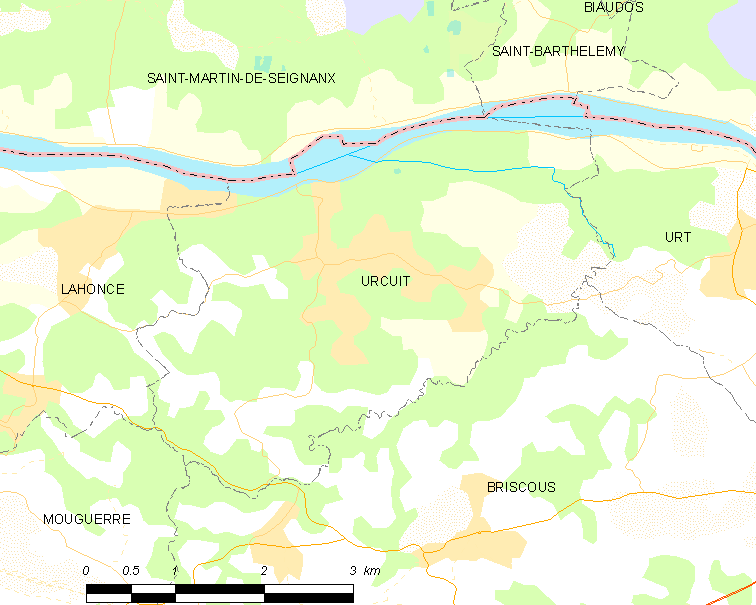
Карта коммуны

Коммуна расположена приблизительно в 670 км к юго-западу от Парижа, в 165 км юго-западнее Бордо, в 85 км к западу от По.
На севере коммуны протекает река Адур.

### Климат
Климат тёплый океанический. Зима мягкая, средняя температура января — от +5°С до +13°С, температуры ниже −10 °C бывают редко. Снег выпадает около 15 дней в году с ноября по апрель. Максимальная температура летом порядка 20-30 °C, выше 35 °C бывает очень редко. Количество осадков высокое, порядка 1100 мм в год. Характерна безветренная погода, сильные ветры очень редки.

## Население
Население коммуны на 2010 год составляло 2172 человека.
| 1962 | 1968 | 1975 | 1982 | 1990 | 1999 | 2010 |
| ---- | ---- | ---- | ---- | ---- | ---- | ---- |
| 769  | 749  | 882  | 1329 | 1688 | 1793 | 2172 |

## Администрация
| Период | Период | Фамилия            | Партия                                    | Примечания |
| ------ | ------ | ------------------ | ----------------------------------------- | ---------- |
| 1995   | 2001   | Мишель Иригаре     |                                           |            |
| 2001   | 2020   | Бартелеми Бидегаре | Союз за народное движение → Разные правые |            |

## Экономика
В 2010 году среди 1445 человек трудоспособного возраста (15-64 лет) 1055 были экономически активными, 390 — неактивными (показатель активности — 73,0 %, в 1999 году было 69,3 %). Из 1055 активных жителей работали 977 человек (509 мужчин и 468 женщин), безработных было 78 (41 мужчина и 37 женщин). Среди 390 неактивных 131 человек были учениками или студентами, 169 — пенсионерами, 90 были неактивными по другим причинам.

## Достопримечательности
- Замок Суи (1631 год)
- Церковь Св. Стефана (1866 год)

## Города-побратимы
- Женийе[фр.] (Франция)

## Фотогалерея

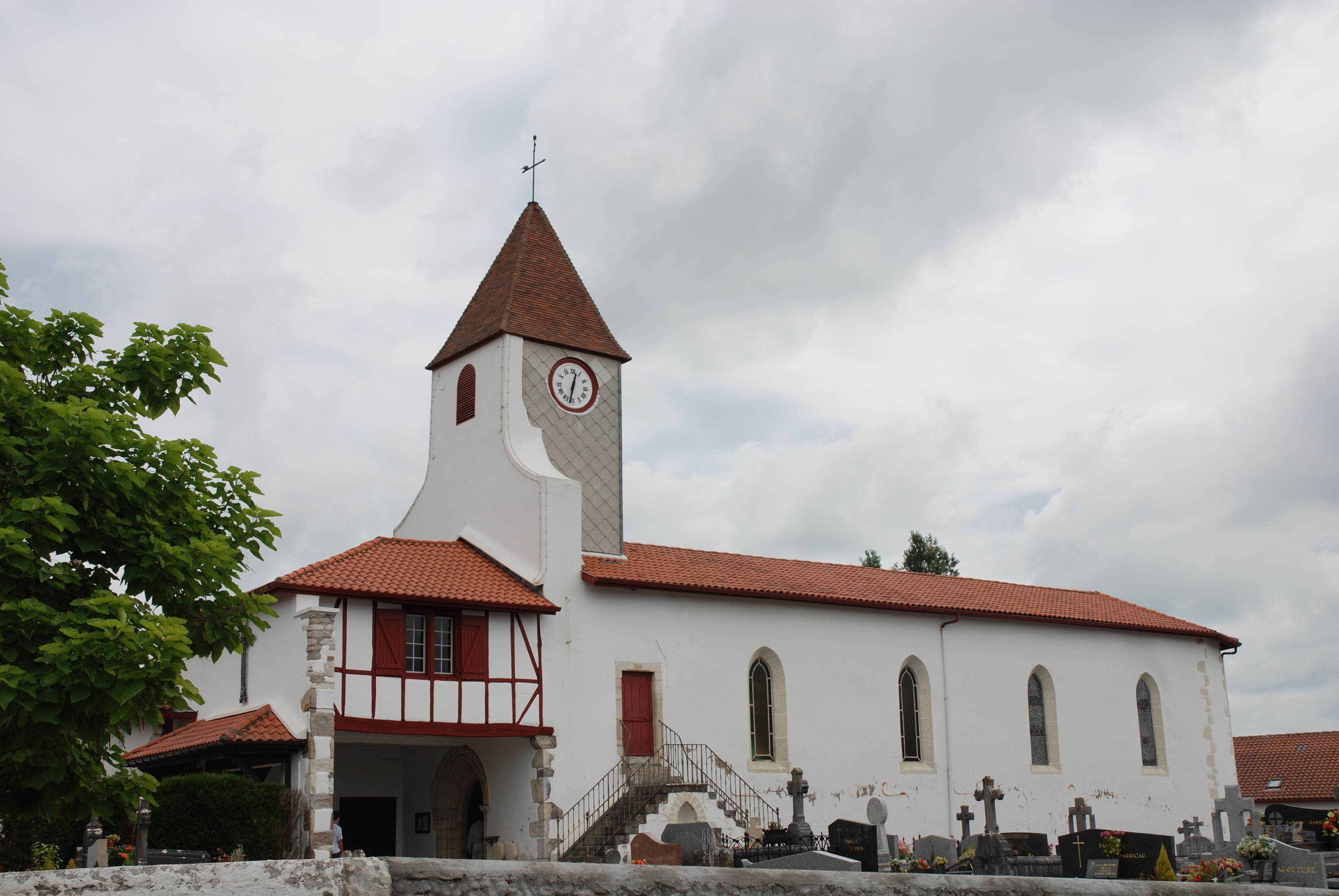
Церковь Св. Стефана
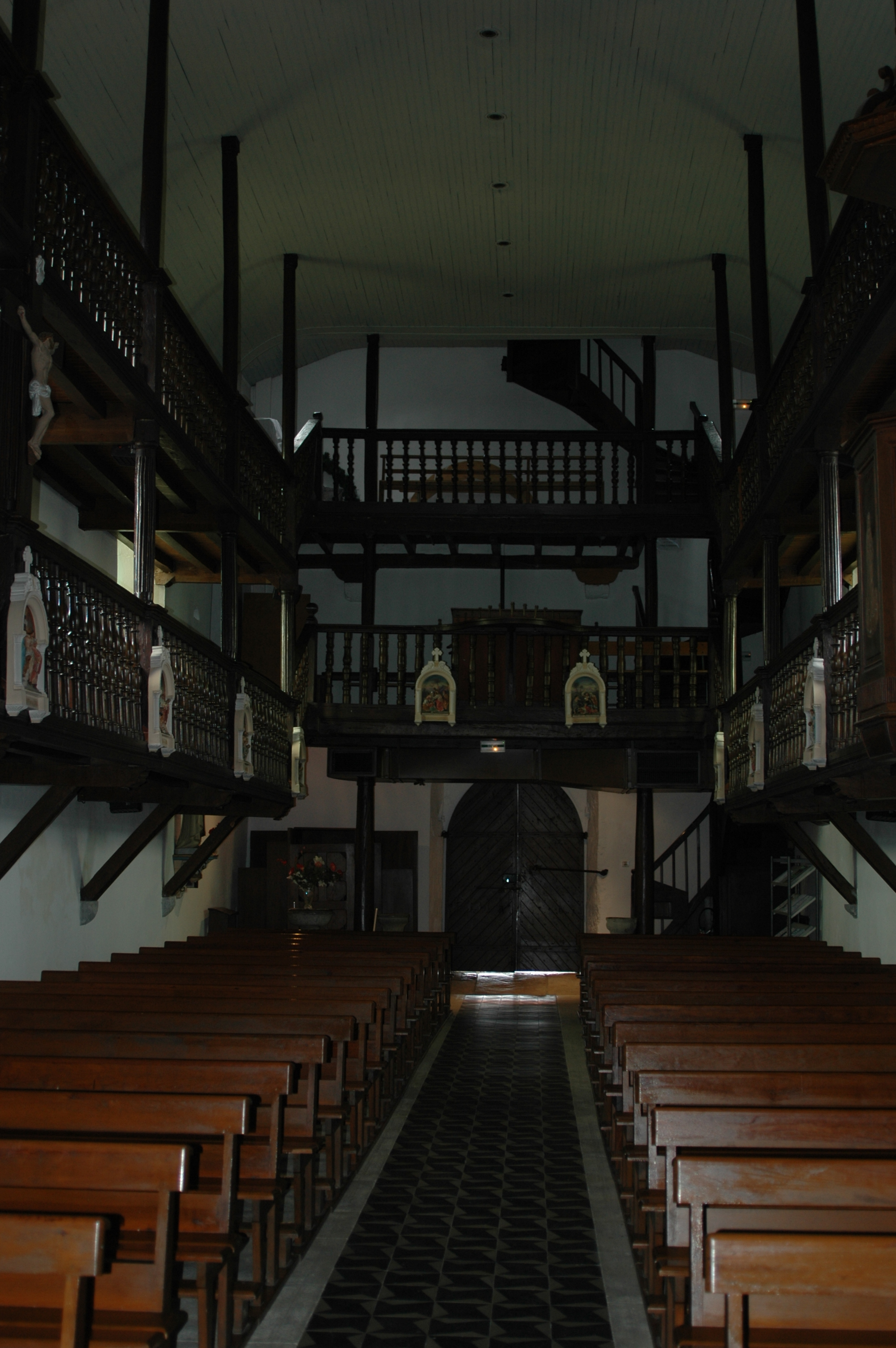
Интерьер церкви Св. Стефана
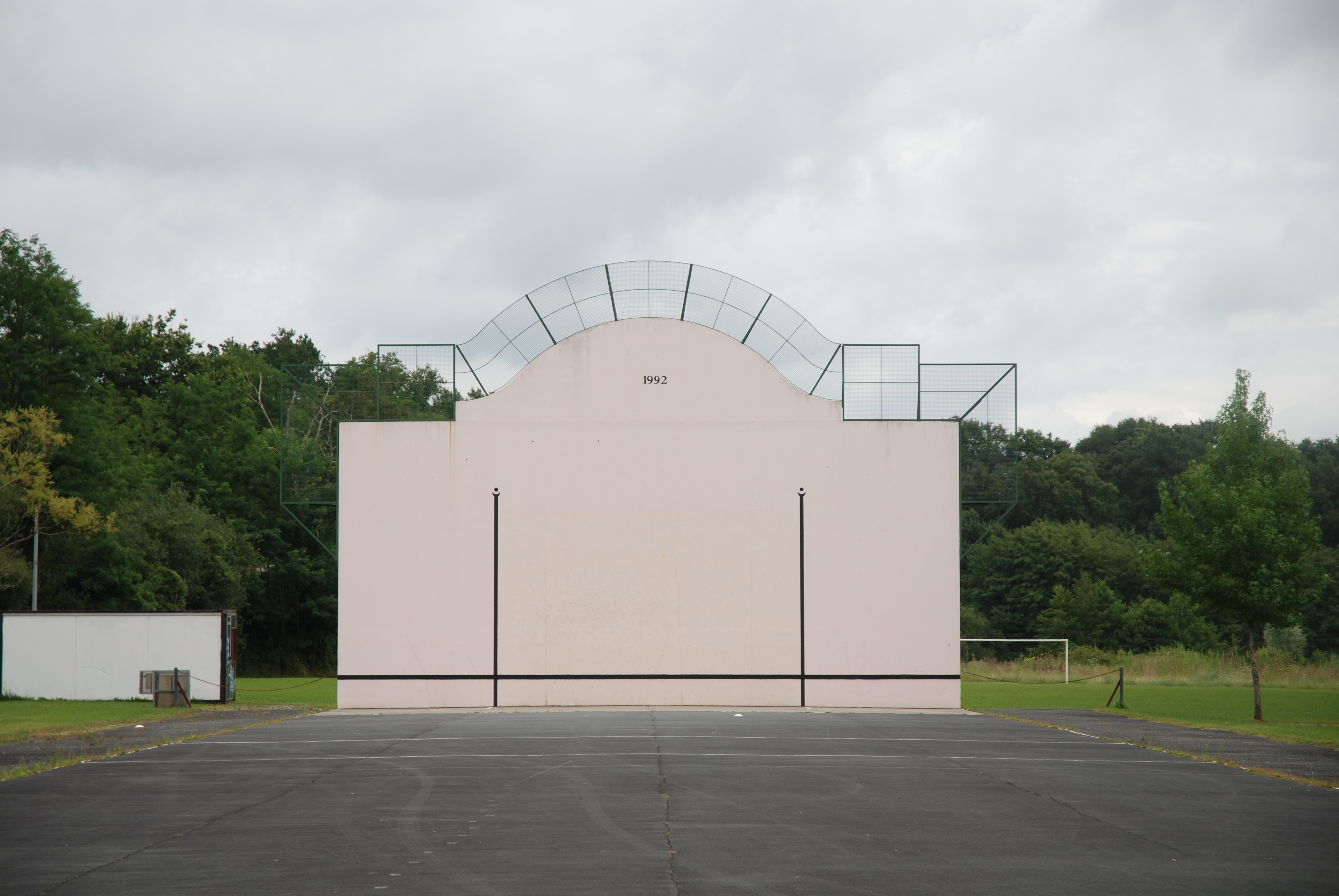
Фронтон (площадка для игры в пелоту)
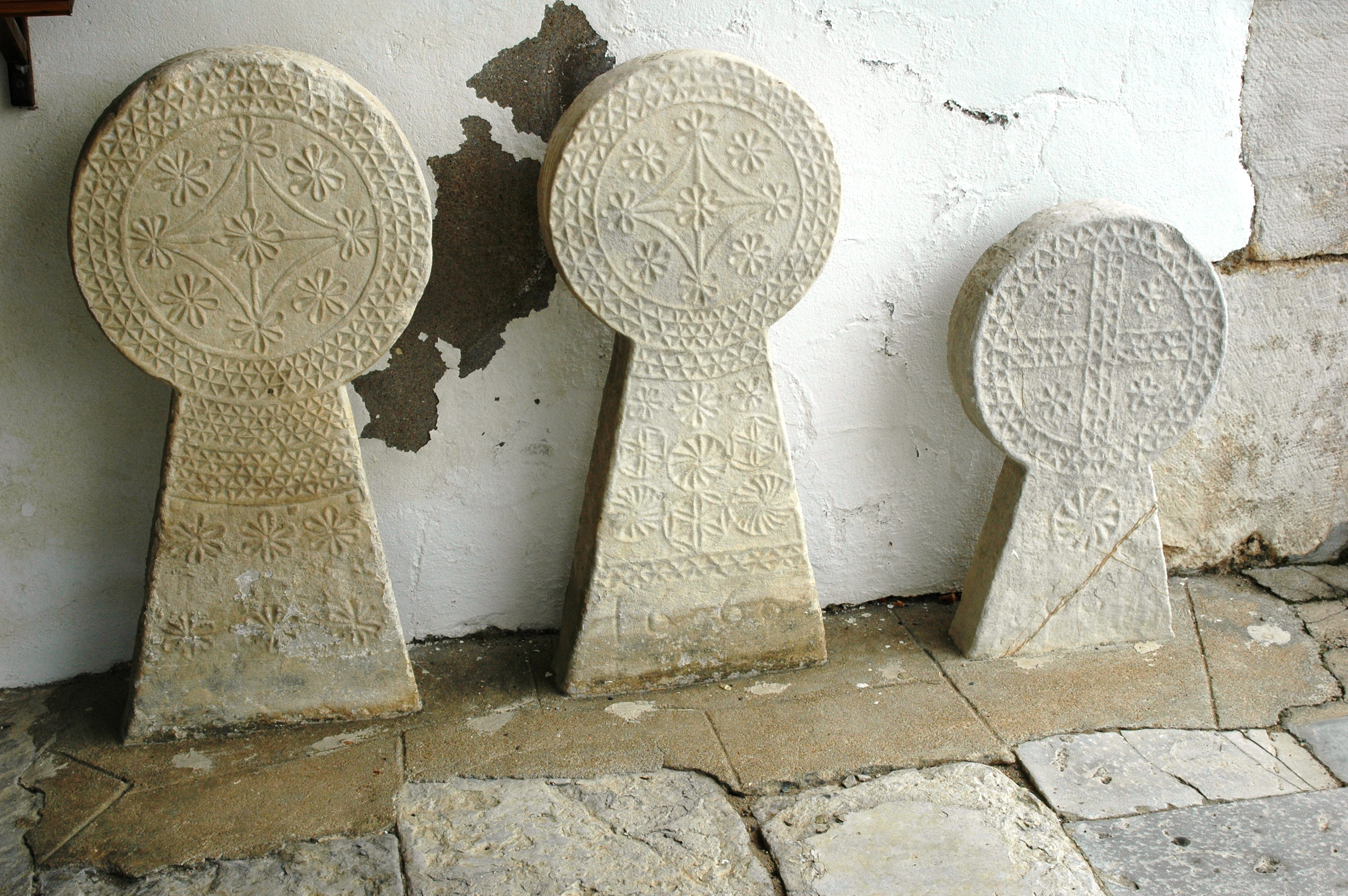
Баскские дискообразные стелы
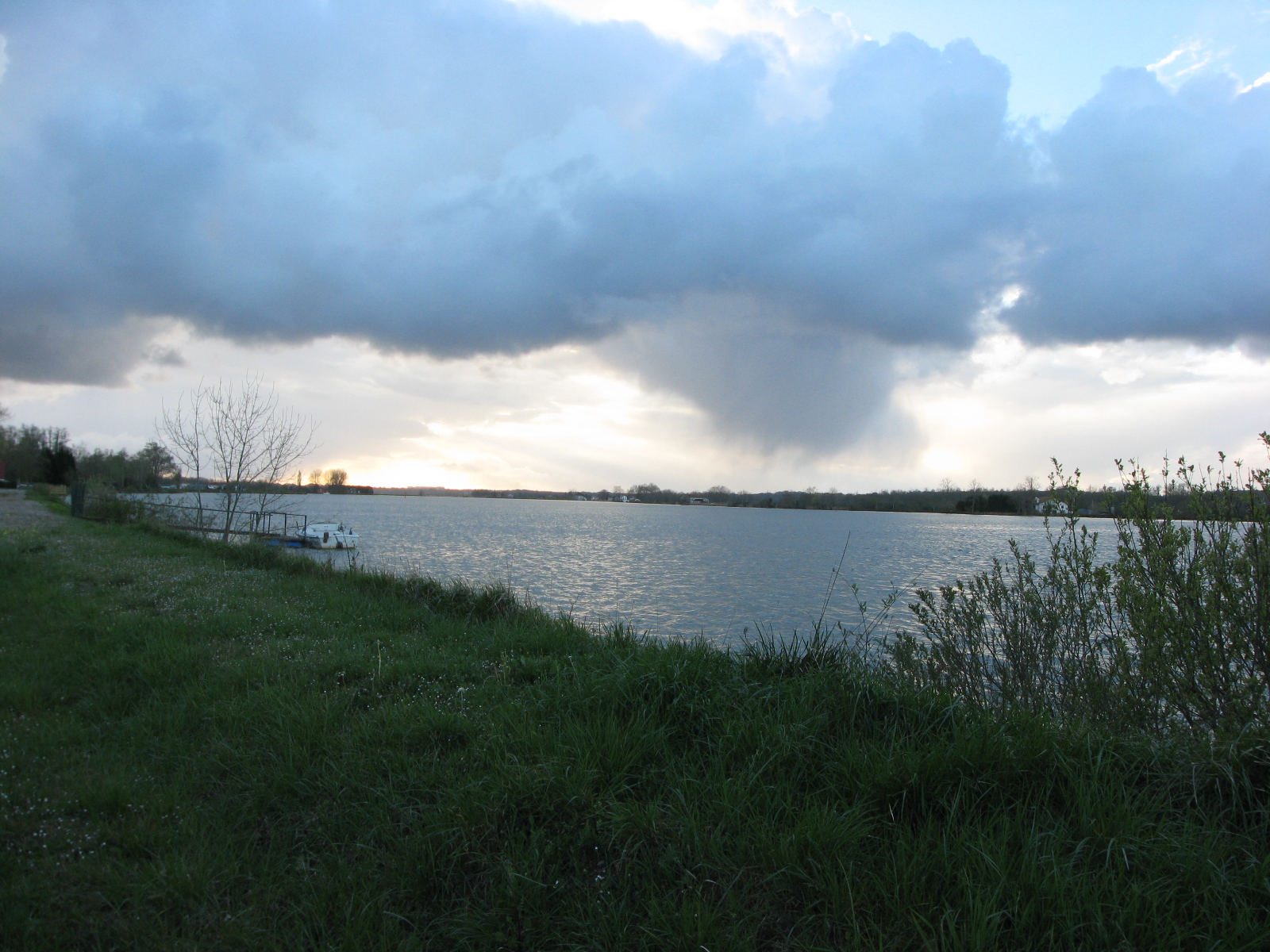
Река Адур